# Mikaila Baumel
Mikaila Baumel é uma atriz estadunidense, mais conhecida por seu papel no seriado What about Brian, como Larissa Greco, filha do casal Dave e Deena Greco. Ela também é irmã do jovem ator Shane Baumel, mais conhecido por interpretar Crispin, no filme de sucesso Daddy Day Care, ao lado de Eddie Murphy.

## Filmografia

### Televisão
- 2007 My Friends Tigger & Pooh como Holly
- 2007 What about Brian como Larissa Greco

### Cinema
- 2006 Novel Romance como Emma